# Deliberació baixista
Deliberació (en anglès: Bearish deliberation) és un patró d'espelmes japoneses format per tres espelmes que indica un possible esgotament de tendència alcista. És similar a l'Avanç en bloc baixista i als Tres soldats blancs baixistes, però en aquest cas la debilitat es presenta de cop el tercer dia; rep aquesta denominació per la petita espelma blanca del tercer dia que mostra una possible deliberació o dubte dels bulls en la continuació de la tendència alcista i que el canvi és possible. Si en lloc de formar-se un cop blanc es formés un doji llavors seria una Estrella doji baixista.

## Criteri de reconeixement
1. La tendència prèvia és alcista.
2. Es formen dues grans espelmes blanques, cadascuna amb un tancament superior a l'anterior.
3. El tercer dia s'obre amb gap, però el cos de l'espelma és petit.

## Explicació
La Deliberació baixista apareix en un context de tendència alcista sostinguda i permanent, i mostra que els bulls estan exhaustes per a continuar-la. Així seria possible un canvi de tendència per la pèrdua de força dels alcistes.

## Factors importants
La deliberació baixista és una evidència de la pèrdua de la força dels bulls. A vegades la tercera espelma blanca es presenta sense gap alcista i el tercer dia s'obre just en el tancament de l'anterior. Si s'està prop d'una resistència i amb preus alts o sobrecomprats augmenta la seva fiabilitat. Normalment no és un senyal de canvi de tendència sinó de l'esgotament d'aquesta, de manera que es pot utilitzar per reduir posicions llargues més que no pas per obrir curts. Es recomana esperar al quart dia per si es produís efectivament un canvi de tendència que es confirmaria en forma gap baixita, un trencament de tendència, o sinó en forma d'espelma negra amb tancament inferior.